# Кемпаж
Ке́мпаж — река в Берёзовском районе Ханты-Мансийского АО России. Впадает слева в Ляпин двумя основными протоками — Большой Кемпаж (в 58 км от устья) и Малый Кемпаж (около 110 км от устья), которые соединены между собой протокой Повел. Длина реки составляет 289 км, площадь водосборного бассейна — 6870 км².

## Притоки
(указаны расстояние от устья и сторона впадения)
- Турупъя — 18 км (лв)
- Повел — 43 км (пр)
- Пупуя — 87 км (лв)
- Остякшор — 92 км (пр)
- Грубеёль — 139 км (пр)
- Огуръя — 154 км (лв)
- Большой Енгыль — 179 км (пр)
- Малая Енгыль — 182 км (пр)
- Балбанъю — 210 км (лв)
- Харъюган — 225 км (лв)
- Кемпажъёгарт — 231 км (пр)
- Мупантъёган — 244 км (пр)
- Иськинюрымсоим — 257 км (пр)
- Малый Кемпаж — 265 км (пр)

## Данные водного реестра
По данным государственного водного реестра России относится к Нижнеобскому бассейновому округу, водохозяйственный участок реки — Северная Сосьва, речной подбассейн реки — Северная Сосьва. Речной бассейн реки — (Нижняя) Обь от впадения Иртыша.
Код объекта в государственном водном реестре — 15020200112115300027087.